# Lindh
Lindh je priimek več oseb:
- Anna Lindh (1957–2003), švedska političarka, zunanja ministrica
- Calle Lindh, švedska smučarka
- Hilary Lindh (* 1959), ameriška smučarka
- Mats Lindh (* 1947), švedski hokejist
- Nils Lindh, švedski smučarski skakalec.
- Torsten Lindh (1941–2020), švedski admiral